# Mieczysław Dąbkowski
Mieczysław Dąbkowski (ur. 21 maja 1880 w Warszawie, zm. 12 lutego 1946 w Nicei) – generał brygady inżynier Wojska Polskiego, kawaler Orderu Virtuti Militari.

## Życiorys
Urodził się w Warszawie, ówczesnej stolicy Królestwa Polskiego, w rodzinie Adama, powstańca styczniowego, i Izabeli z Sierzputowskich (1843-1916), także uczestniczki powstania styczniowego, odznaczonej pośmiertnie Krzyżem Niepodległości z Mieczami. Był starszym bratem Stefana (1884–1962), pułkownika saperów Wojska Polskiego.
Studiował na Politechnice Lwowskiej. Działał w Organizacji Bojowej PPS, Związku Walki Czynnej i Związku Strzeleckim. Od sierpnia 1914 do lipca 1917 roku w Legionach Polskich, organizator i dowódca Kompanii Saperów Legionów Polskich. Od września 1916 roku pełnił służbę w Komendzie Legionów Polskich. Po kryzysie przysięgowym został internowany w Beniaminowie, a później w Oficerskim Obozie Jeńców w Werl. 2 kwietnia 1918 podpisał deklarację o wstąpieniu do Wojska Polskiego, która została wysłana do Rady Regencyjnej w Warszawie za pośrednictwem niemieckiej komendy obozu w Werl.

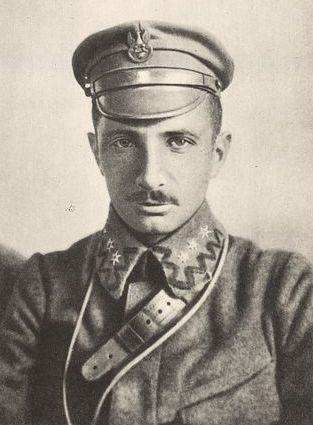
Mieczysław Dąbkowski w I Brygadzie Legionów Polskich

W 1918 roku został przeniesiony z byłej kompanii saperów nr 1 do Ministerstwa Spraw Wojskowych. Od października 1918 roku był szefem Zarządu Fortyfikacyjnego Warszawskiego Okręgu Generalnego. 19 stycznia 1919 roku został zatwierdzony na tym stanowisku przez Ministra Spraw Wojskowych. 15 maja 1919 roku Minister Spraw Wojskowych mianował go zastępcą Inspektora Inżynierii i Saperów. W sierpniu 1921 roku został szefem Departamentu V Inżynierii i Saperów Ministerstwa Spraw Wojskowych w Warszawie. 17 maja 1922 odznaczony został orderem wojskowym „Virtuti Militari" V kl.. Na początku lipca 1925 został zwolniony z dotychczasowego stanowiska i pozostawiony w dyspozycji ministra spraw wojskowych. 28 maja 1926 został mianowany dowódcą 7 Dywizji Piechoty w Częstochowie. W międzyczasie (od 3 stycznia do 24 czerwca 1927 roku) był słuchaczem III Kursu Centrum Wyższych Studiów Wojskowych w Warszawie. 12 grudnia 1933 roku został zwolniony ze stanowiska dowódcy 7 Dywizji Piechoty z zachowaniem dotychczasowego dodatku służbowego, a z dniem 30 kwietnia 1934 roku został przeniesiony w stan spoczynku.
W 1934 roku objął stanowisko dyrektora administracyjnego Polskiego Radia. Przed wyborami parlamentarnymi do Sejmu RP w 1935 został mianowany komisarzem wyborczym w okręgu wyborczym nr 2.
Przywrócony do służby w 1936 roku na stanowisko Inspektora Saperów Sztabu Głównego WP. W kampanii wrześniowej pełnił funkcję Naczelnego Dowódcy Saperów i Szefa Fortyfikacji Naczelnego Wodza. Po kampanii wrześniowej został internowany w Rumunii w obozie w Băile Herculane i wydany Niemcom. Pozostał w niewoli niemieckiej do 1945 roku w oflagach Dörsten i Dössel. Po wojnie zamieszkał i zmarł we Francji. Jego symboliczny grób znajduje się na cmentarzu Powązkowskim w Warszawie (kwatera 109-3-1).
Mieczysław w 1906 zawarł związek małżeński z Michaliną (1876-1923), córką Michała Pietkiewicza, odznaczoną pośmiertnie Krzyżem Niepodległości.

## Awanse
- porucznik – 9 października 1914
- kapitan – 5 marca 1915
- pułkownik – ze starszeństwem z dniem 1 czerwca 1919[18]
- generał brygady – 15 sierpnia 1924[19]

## Ordery i odznaczenia
- Krzyż Srebrny Orderu Woskowego Virtuti Militari[20] nr 7310 – 17 maja 1922[21]
- Krzyż Komandorski Orderu Odrodzenia Polski (8 listopada 1930)[22]
- Krzyż Oficerski Orderu Odrodzenia Polski (2 maja 1923)[20][23][24][25]
- Krzyż Niepodległości z Mieczami (20 stycznia 1931)[26][27]
- Krzyż Walecznych (czterokrotnie, po raz pierwszy w 1921)[28][29]
- Złoty Krzyż Zasługi (19 marca 1931)[30][27]
- Medal Pamiątkowy za Wojnę 1918–1921[20]
- Medal Dziesięciolecia Odzyskanej Niepodległości[20]
- Komandor Orderu Legii Honorowej (Francja)[20]
- Oficer Orderu Legii Honorowej (Francja, 1928)[31]
- Kawaler Orderu Legii Honorowej (Francja, 1921)[20][32]

## Opinie
- „Duża kultura umysłowa, wielka schludność myśli i zdolności a zrównoważony. Przezwyciężył początkową chwiejność i niepewność jaką miał zacząwszy dowodzenie. Z jednej strony nie dowierzał sobie, z drugiej niewolniczo trzymał się metod francuskich, które poznał na kursie dla wyższych dców. Dzisiaj urealnił się dowodząc, nabrał pewności siebie i poczucia autorytetu. Jest to na wypadek wojny bardzo pożyteczny wyższy dca, do którego można mieć zaufanie”. 1931 Inspektor Armii /-/ gen. dyw. Edward Rydz Śmigły[33]
- „Umysł metodyczny, uporządkowany, temperament spokojny raczej ostrożny, chce działać pewnie stale rozwija się i nabiera zaufania do siebie. Zdolny do intensywnej pracy umysłowej”. 24–28 marca 1931 Inspektor Armii /-/ gen. dyw. Edward Rydz Śmigły[33]